# Sant'Ambrogio (Cefalù)
Sant'Ambrogio (Sant'Amrociu in siciliano) è una frazione del comune di Cefalù, nella città metropolitana di Palermo, di circa 315 abitanti.

## Geografia fisica
Dista circa 75 km dal capoluogo comunale. Fa parte del Parco delle Madonie. Gli abitanti si chiamano ambrosiani e il patrono è la Madonna della Salute, anche se Sant'Ambrogio è il patrono storico.

## Storia
L'abitato è sorto, secondo le tradizioni locali, a partire dal terremoto del 1783, nel luogo ove esisteva una cappella dedicata a sant'Ambrogio, ed è caratterizzato da stradine piccole e tortuose.
Il principale evento locale è la festa della Madonna della Salute.
Il lungomare è dedicato alla memoria di Gilles Villeneuve.
Tra le attrazioni del borgo possiamo trovare il murales "Respect" al campo sportivo.

## Economia
Per la piccola comunità della frazione ambrosiana, fin dall'inizio della sua fondazione fino agli anni 1950, la manna costituiva la base dell'economia locale per i contadini che si dedicavano alla coltura del frassino che va dal periodo metà luglio a metà settembre, alla viticoltura e la vendemmia, all'olivicoltura e alla raccolta delle olive che incominciava subito dopo e proseguiva fino a febbraio.
A meno di 6 km ad ovest del centro abitato è presente la stazione di Cefalù, sulla ferrovia Palermo-Messina.
È presente una squadra di calcetto non ufficiale, il Saint'Ambreaux, che ha partecipato a vari tornei locali e nelle vicinanze.